# Santa María la Real de Nieva
Santa María la Real de Nieva er en by og kommune i det centrale Spanien i provinsen Segovia. Den har et indbyggertal på 885 (2024) indbyggere.